# Hilde Claes
Hilde Virginie Marie Claes (Hasselt, 27 ottobre 1967) è un'ex politica belga fiamminga, sindaco di Hasselt dal 2009 al 2016.

## Biografia
Figlia di Willy Claes, ha studiato giurisprudenza presso la Vrije Universiteit Brussel (VUB) e ha lavorato come avvocato presso il foro di Hasselt.
Su richiesta di Steve Stevaert, nel 1999 ha intrapreso l'attività politica. Dal 2000 al 2016 è stata consigliere comunale di Hasselt. Alla fine del gennaio 2001 è succeduta a Lisette Croes come deputata fiamminga per la circoscrizione elettorale di Hasselt-Tongeren-Maaseik. È rimasta membro del Parlamento fiammingo fino al giugno 2003, quando è stata eletta alla Camera dei rappresentanti, dove è rimasta fino al 2006. Dal 2005 al 2006 è stata assessore al comune di Hasselt e poi deputata provinciale del Limburgo dal 2006 al 2009.
Dopo le improvvise dimissioni di Steve Stevaert dalla carica di governatore del Limburgo nel 2009, a Claes è stato proposto di candidarsi alle elezioni cittadine di Hasselt, poiché il sindaco in carica Herman Reynders era succeduto a Stevaert come governatore. Nell'ottobre 2012 la sua lista Helemaal Hasselt rimaneva il partito più numeroso (15 seggi), anche se in calo. Per il periodo 2013-2018, come sindaco ha concluso un accordo di coalizione con la CD&V (10 seggi) e ha continuato a mantenere questa posizione.
Dall'ottobre 2017 Claes lavora come coordinatrice presso il Centro provinciale per l'educazione degli adulti del Limburgo. Dal 1º novembre 2019 è a capo dell'MPI Oosterlo a Geel, una casa di cura per persone con disabilità intellettiva.

## Vita privata
Non coniugata, ha due figli. Nel 2015 gli è stato diagnosticato un cancro al seno.